# Fis mit Obertönen
Fis mit Obertönen ist ein Hörspiel von Günter Eich, das am 1. Juli 1951 vom SDR unter der Regie von Cläre Schimmel gesendet wurde.

## Inhalt
In London begibt sich eine Patientin zu einem Arzt, weil sie andauernd einen entsetzlichen Ton hört. Der Mediziner weiß Bescheid. Unzählige Londoner hören dieses kleine Fis mit Obertönen. Gegen Ende der Sprechstunde hört es der Arzt auch. Renommierte Londoner Akustiker werden aus Regierungskreisen um eine beruhigende Erklärung des Phänomens gebeten. Die drei betroffenen Professoren wissen nicht weiter; wollen Atomversuche, Signale eines Funkamateurs, Panikmache aus dem Ostblock, eine außerirdische Quelle beziehungsweise eine neuerliche Repression des Kapitalismus als eine Ursache nicht gelten lassen. Die Wissenschaftler konstruieren eine Ursache, an die sie selbst nicht glauben: Die Erscheinung habe ihren Ursprung in der Stratosphäre. Das Parlament berät Maßnahmen gegen das Übel: Ständiges Heulen der Londoner Luftschutzsirenen soll das kleine Fis übertönen. Jener tief dringende Ton sei – so will ein Prediger im Hyde-Park die Londoner glauben machen – die Posaune des Jüngsten Gerichts. Günter Eich stellt die Londoner Tinnitus-Patienten Mildred, den Bettler, das Bauernpaar Bessie und James, den Fremden und Evelyne vor: Während der mit der Zeit wegen des aufdringlichen Tones an der Themse um sich greifenden Weltuntergangsstimmung gesteht Mildred nun doch noch ihren Ehegatten, sie habe ihn seinerzeit zwölf lange Jahre betrogen. Der Gehörnte nimmt es gelassen hin. Das sei ewig her. Der Ehebrecher ist bereits fünfzehn Jahre tot. Auf einmal ist dem Bettler die Anschaffung eines PKW über Ratenzahlung möglich, denn die Leute in dem Reichenviertel aus dem Bettelrevier geben mehr und williger als zu normalen Zeiten. Auf dem Lande verkaufen Bessie und James ihre Landwirtschaft für einen Pappenstiel. Weltuntergang bedeutet bei den Briten die Überflutung der Insel. Bevor der Kabeljau über englischem Grund schwimmt, will das bäuerliche Paar im sicheren Frankreich weilen. Der Fremde an der Themse-Mündung bucht für seine Familie Sitzplätze in der Arche Noah, die ein gewisser Mr. Willcox erbauen lässt. Evelyne überquert mit Petterson den Kanal in Richtung Calais. Ihren Gatten hat sie in London zurückgelassen. Auf einmal findet sie ihre Jugendliebe Petterson attraktiv. Petterson macht kehrt. Der Liebhaber flüchtet vor Evelyne nach Dover.
Eines Tages plagt der Fis-Ton keinen Londoner mehr. Mildred gesteht ihrem Mann, sie habe ihn überhaupt nicht betrogen. In ihrer Angst vor dem Weltuntergang habe sie sich das bloß zusammenphantasiert. Der Ehemann glaubt ihr nicht und will sich scheiden lassen. Die Reichen sind nicht mehr spendierfreudig. Der Bettler weiß nicht, wie er fortan die PKW-Raten aufbringen soll. Bessie und James stehen übertölpelt ohne bäuerlichen Landbesitz da. Willcox behält das Fahrgeld des Fremden für die Arche Noah ein. Alles habe seinen Preis; auch die Flucht vor dem Schicksal.
Der Prediger redet den Londonern im Hyde-Park ein, der Ton sei noch da. Der Mensch habe sich nur daran gewöhnt, wie er sich an die Sünde gewöhnt hat.

## Form
Die doch ziemlich zahlreichen Figuren verunsichern den Hörer, der den Überblick behalten möchte.

## Produktion
- 1. Juli 1951, SDR: Regie Cläre Schimmel, Musik: Otto Erich Schilling. Es sprachen Lola Müthel die Patientin, Egon Clauder den Arzt, Gerd Fricke, Karl Bockx und Kurt Haars die drei Professoren, Kurt Norgall den Parlamentarier (Staatssekretär), Harald Baender den Prediger, Irma Schwab die Mildred und Max Mairich den Bettler.[3]
- Das Hörstück wurde am 27. August 1952 sowie am 9. August 1959 im SDR 1 wiederholt und von RB (26. August 1952), SWF (14. und 18. Dezember 1954) sowie NDR (4. Juli 1973) übernommen.[4]

## Rezeption
- Einige Details und Hinweise auf Besprechungen finden sich bei Wagner.[5]

### Verwendete Ausgabe
- Günter Eich: Fis mit Obertönen. Ein groteskes Spiel (1951). S. 475–512 in: Karl Karst (Hrsg.): Günter Eich. Die Hörspiele I. in: Gesammelte Werke in vier Bänden. Revidierte Ausgabe. Band II. Suhrkamp, Frankfurt am Main 1991, ohne ISBN

### Sekundärliteratur
- Sigurd Martin: Die Auren des Wort-Bildes. Günter Eichs Maulwurf-Poetik und die Theorie des versehenden Lesens. Diss. Universität Frankfurt am Main 1994. Röhrig Universitätsverlag, St. Ingbert 1995 (Mannheimer Studien zur Literatur- und Kulturwissenschaft, Bd. 3), ISBN 3-86110-057-6
- Hans-Ulrich Wagner: Günter Eich und der Rundfunk. Essay und Dokumentation. Verlag für Berlin-Brandenburg, Potsdam 1999, ISBN 3-932981-46-4 (Veröffentlichungen des Deutschen Rundfunkarchivs; Bd. 27)

## Anmerkung
1. ↑  Die Suizide nehmen zu. Die Betten in den Irrenhäusern reichen nicht aus. Der Londoner Krankenstand steigt besorgniserregend. (Verwendete Ausgabe, S. 492 Mitte)